# Biserica de lemn din Lazuri, Satu Mare

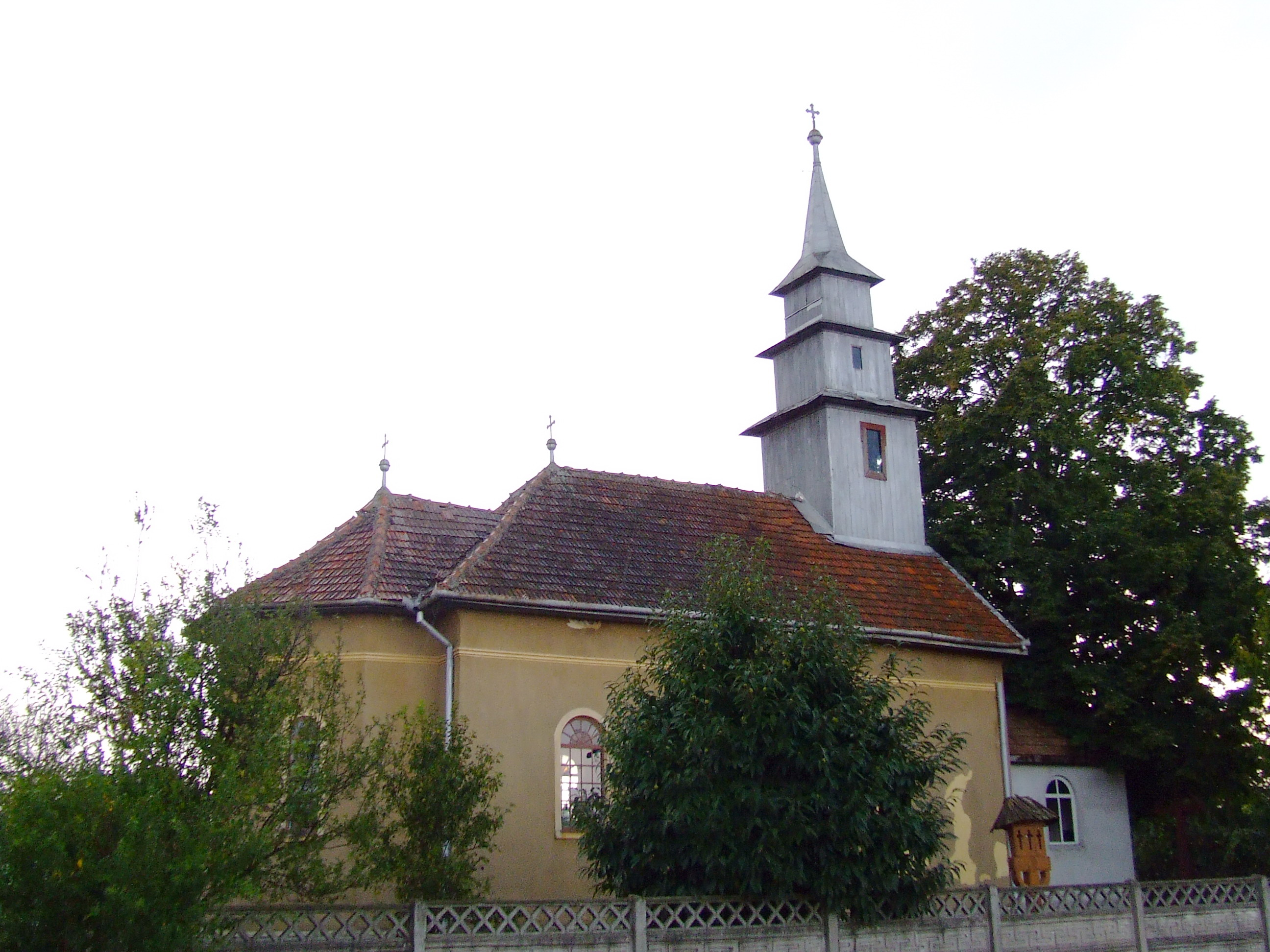
Biserica de lemn „Sfântul Apostol Toma” din Lazuri, județul Satu Mare, foto: 2008

Biserica de lemn din Lazuri, comuna Lazuri, județul Satu Mare a fost construită în anul 1933. Lăcașul are hramul „Sfântul Apostol Toma” și nu figurează pe noua listă a monumentelor istorice.